# Je me casse
Je me casse (französisch sinngemäß „Ich haue ab“) ist ein größtenteils englischsprachiger Popsong, welcher von der maltesischen Sängerin Destiny Chukunyere interpretiert wurde. Mit diesem Titel vertrat sie Malta beim Eurovision Song Contest 2021 in Rotterdam.

## Hintergrund und Produktion
Bereits im Mai 2020 gab die maltesische Rundfunkanstalt, die Public Broadcasting Services, bekannt, dass Chukunyere Malta beim kommenden Eurovision Song Contest vertreten werde, nachdem die Ausgabe 2020 aufgrund der fortschreitenden COVID-19-Pandemie abgesagt werden musste. Im Oktober wurden interessierte Komponisten gebeten, sich beim Rundfunk zu melden, um Informationen zu erhalten, wie sie einen Titel einreichen konnten.
Je me casse wurde von einem Team bestehend aus Malin Christin, Nicklas Eklund, Amanuel Dermont und Pete Barringer komponiert und getextet. Letztere produzierten das Lied auch. Die Abmischung fand durch Jon Hällgren statt, für das Mastering war Pete Maher zuständig.

## Musik und Text
Der Titel wird als Popsong mit Einflüssen aus Electro und Gospel beschrieben. Die Sängerin sagt über den Titel, er erinnere daran, dass Frauen unabhängig von anderen seien. Sie bräuchten keinen Mann, der ihnen sage, was zu tun sei. Weiterhin handele Je me casse von einer Frau, welche einen starken Charakter habe und andere Frauen dazu dränge, an sich selbst zu glauben. Außerdem sollten sich Frauen gegenseitig unterstützen.
In der ersten Strophe des Liedes singt die Sängerin von einer Person, die vergeblich versucht, sie zu beeindrucken („And boy, you keep talkin', massagin' my ego, with your unoriginal pick-up line“, deutsch „Du schmeichelst meinem Ego mit deinem unoriginellen Anmachspruch“). In der zweiten Strophe fragt die Interpretin ihr Gegenüber, ob es glaube, sie würde ihm eine Chance geben, wenn sie betrunken genug sei („Boy, why you puttin' that drink in my hand? Think if I'm drunk then I'd give you a chance?“, deutsch „Warum gibst du mir den Drink? Glaubst du, ich gebe dir eine Chance, wenn ich betrunken bin?“) und dass er seine Versuche aufgeben solle. Der Refrain enthält die titelgebende Zeile „Je me casse“. In der Bridge fordert die Sängerin Frauen auf, sie sollen ihr „Licht strahlen lassen“ („Listen and go right ahead, show you're shinin' bright“).

## Beim Eurovision Song Contest
Die Europäische Rundfunkunion kündigte am 17. November 2020 an, dass die für den 2020 abgesagten Eurovision Song Contest ausgeloste Startreihenfolge beibehalten werde. Malta trat somit im ersten Halbfinale in der zweiten Hälfte am 18. Mai 2021 an. Am 30. März gab der Ausrichter bekannt, dass Malta mit der Startnummer 16 und somit als letzter Teilnehmer der Show antritt. Die Choreografie soll von Sacha-Jean Baptiste entworfen werden. Das Land konnte sich im Halbfinale für das am 22. Mai stattfindende Finale qualifizieren. Dort erreichte sie den siebten Platz, wobei sie von den Jurys 208 Punkte und von den Zuschauern 47 Punkte erhielt.

## Veröffentlichung und Musikvideo
Der Titel wurde als Musikstream am 22. März veröffentlicht. Das Musikvideo erschien bereits am 15. März. Die Dreharbeiten fanden unter der Regie von Steven Levi Vella statt. Am 16. April präsentierte die Sängerin gemeinsam mit dem Malta Philharmonic Orchestra eine klassisch arrangierte Version ihres Titels. Arrangeur und Dirigent war Kevin Abela. Die zugehörigen Aufnahmen fanden im Fort St Elmo in Valletta statt.

## Rezeption
Der Beitrag wurde Mitte März durch verschiedene Buchmacher als einer der Favoriten für den Sieg beim Eurovision Song Contest gesehen.
Laut der Internetseite Lovin Malta habe das Video Kritik hervorgerufen, der im Video gezeigte Tänzer Kyle Curmi werde vergegenständlicht und somit sexistisch dargestellt. Die Sängerin wies die Darstellungen zurück und bezog sich auf die Botschaft des Titels. Es gehe nicht darum, ohne Männer zu leben, sondern einzig um die gegenseitige Bestärkung von Frauen untereinander. Die Diskussion um das Musikvideo falle in Malta in eine brenzlige Zeit, da kurz zuvor bereits eine Debatte um einen sexistisch interpretierten Werbespot der Milchfirma Benna ausbrach.

## Chartplatzierungen
| ChartsChartplatzierungen | Höchstplatzierung | Wochen |
| ------------------------ | ----------------- | ------ |
| Schweiz (IFPI)           | 83 (1 Wo.)        | 1      |